# Haringworm
De haringworm (Anisakis simplex)  is een parasitaire rondworm, die voorkomt in zeevissen zoals haring, zeezoogdieren en ook mensen kan besmetten.
Wanneer de mens de larven via het voedsel binnenkrijgt kan een darmontsteking ontstaan met hevige buikkrampen. Ook kan de worm de darmwand doorboren en zich nestelen in het spierweefsel. Het kan aanleiding zijn tot ernstige buikpijnen en zelfs ophoesten van de nematode. In ernstige gevallen is chirurgisch ingrijpen noodzakelijk. In minder ernstige gevallen verdwijnt de parasiet vanzelf via de ontlasting of wordt gedood door het afweersysteem van het lichaam.
Door verschillende factoren nam het aantal ziektegevallen vanaf 1955 toe. Voor die tijd werd haring op zee sterk gezouten tegen bederf. Door verbeterde koelmethoden aan boord van de schepen hoefde haring minder sterk gezouten te worden. Dit vergrootte de overlevingskans van de haringworm aanzienlijk. Sinds 1968 zijn de Nederlandse vissers daarom verplicht rauwe vis, dus ook haring, een etmaal bij -20 °C te bewaren of gedurende een bepaalde tijd in een zure marinade te leggen. Hierdoor wordt anisakiasis (haringwormziekte) in Nederland vrijwel niet meer aangetroffen. In landen waar veel rauwe vis wordt gegeten, zoals Japan, komt anisakiasis nog geregeld voor.

## Levenscyclus

Levenscyclus

Volwassen rondwormen verblijven in de maag van zeezoogdieren, waar ze in clusters in het slijmvlies worden ingebed. De 40 x 50 µm  grote eieren worden met de uitwerpselen van de zeezoogdieren uitgescheiden.
1 In het water ontwikkelen zich in de eieren via twee vervellingen de L3-larven
2a  die vervolgens het ei verlaten.
2b  Deze vrij zwemmende L3-larven worden vervolgens door kreeftachtigen opgegeten.
3 De larven groeien in de hemocoel van de kreeftachtigen en worden infectieus voor vissen en paratenische inktvissen. De L3-larven hebben drie tweelobbige lippen, een dorsale en 2 ventrolaterale. Ventraal naar de mond zit een boortand en een afvoeropening tussen de ventrolaterale lippen. De L3-larve kan 50 mm lang worden en 1 - 2 mm dik. Na predatie van geïnfecteerde kreeftachtigen migreren de L3-larven van de paratenische gastheerdarm naar de buikholte en uiteindelijk naar de weefsels van de mesenteria en skeletspier. Door predatie kunnen de in de weefsels levende L3-larven worden overgedragen tussen paratenische gastheren.
4 Vissen en inktvissen bevatten L3-larven die infectieus zijn voor mensen en zeezoogdieren.
5 Wanneer vissen of inktvissen, die L3-larven bevatten, worden opgegeten door zeezoogdieren, vervellen de larven tweemaal en ontwikkelen ze zich tot volwassen rondwormen.
6 De L4-larve kan meer dan 30 mm lang worden. Na inname door mensen dringen de larven door in het maag- en darmslijmvlies en veroorzaken ze de symptomen van anisakiasis.